# Nomen patientis
Nomen patientis (pluralis nomina patientis) är ett verbalsubstantiv som anger den som är föremål eller objekt för verbhandlingen.
Det viktigaste suffixet som används för att bilda nomina agentis i svenskan är: -and och -end, såsom i ”examinand” (person som examineras), men vid enstaka verb används andra suffix. Jämför ”adressat, arrestant, permittent”, vilka skulle kunna anses felbildade eftersom suffixet -ant/-ent normalt används för att bilda nomen agentis.
Vissa morfologiskt obesläktade ord kan sägas vara ”semantiska” nomina patientis, såsom ”elev” till ”lära och undervisa”.